# 西韋納奇 (華盛頓州)
西韋納奇（英語：West Wenatchee）是美国华盛顿州奇兰县下属的一個非建制地區。該聚居地是韦纳奇-東韋納奇都會統計區的一部份。2000年美國人口普查時人口為1,681人。